# 代書屋佐永
『代書屋佐永』（だいしょやさえい）は、山下友美による日本の漫画。『プリンセスGOLD』（秋田書店）で、2001年6月号（2001年5月発売）から2003年1月号（2002年12月発売）まで連載された。全13話。単行本全3巻（秋田書店プリンセスコミックス刊）。

## あらすじ
文化文政の江戸・雑司が谷。瓦版屋・三上の娘・文花は、手習い塾で字を教える青年・佐永と出会う。彼には、読み書きできない人の代書屋という副業のほかに、鋭い筆さばきで悪人を斬るという裏の顔があった。そうとは知らない文花は、父を火事で亡くした失意から自分の遺書の代筆を佐永に依頼するが、無理やり手習い塾に通わされ、字を覚えさせられる。

## 登場人物
佐永（さえい）
手習い塾・永字堂の師匠。子どもたちに読み書きを教えている。副業は、読み書きできない人に代わって字を読み書きする代書屋。そして、刃を仕込んだ筆と鋭い筆裁きで悪人を斬るという裏の顔を持つ。
文花（ふみか）
瓦版屋・三上の娘。父を火事で失い生きる希望をなくし、遺書の代筆を頼んだことが縁で佐永と知り合う。父と同じ瓦版屋をめざして佐永の手習い塾に通ううちに、佐永に想いを抱く。
化丸（ばけまる）
絵師で、幼い頃、佐永と同じ師匠に学び、佐永にとって兄弟子にあたる。

## 単行本
- 山下友美 『代書屋佐永』 秋田書店〈プリンセスコミックス〉、全3巻
  1. 2005年8月16日発売 ISBN 4-253-19494-X
  2. 2005年12月16日発売 ISBN 4-253-19495-8
  3. 2006年4月14日発売 ISBN 4-253-19496-6